# Sjakaler
Sjakal er en fællebetegnelse for en af tre små til mellemstore arter af slægten Canis (Hundefamilien), der findes i Afrika, Asien, og det sydøstlige Europa. Sjakaler udfylder en tilsvarende økologisk niche som prærieulven (undertiden kaldet amerikansk sjakal ) i Nordamerika; begge er altædende rovdyr af små til mellemstore dyr, samt ådsler.

## Arter
| Arter                          | Trinomial myndighed | Beskrivelse | Område                                                                          |
| ------------------------------ | ------------------- | --- | ------------------------------------------------------------------------------- |
| Stribet sjakal Canis adustus   | Sundevall, 1847     | Primært bosat i skovområder, i modsætning til andre sjakal arter. Den er den mindst aggressive af sjakaler, angriber sjældent store pattedyr. | Centrale og sydlige Afrika                                                      |
| Guldsjakal Canis aureus        | Linnaeus, 1758      | Den tungeste af sjakaler, og den eneste art, der forekommer uden for Afrika. Selvom den ofte bliver grupperet med andre sjakaler, viser genetiske og morfologiske forskning, at den gyldne sjakal er tæt beslægtet med den grå ulv og prærieulven. | Nordafrika, det sydøstlige Europa, Mellemøsten, det vestlige Asien, og Sydasien |
| Skaberaksjakal Canis mesomelas | Schreber, 1775      | De mest let bygget af sjakaler, og betragtes som den ældste levende medlem af slægten Canis. Det er den mest aggressive af sjakaler, der er blevet kendt for at enkeltvis at angribe dyr mange gange sin egen vægt.                                | Det sydlige Afrika og østlige kyst af Kenya, Somalia, og Etiopien               |